# خزامى صحراوية
الخزامى الصحراوية (باللاتينية: Lavandula saharica) نوع نباتي يتبع جنس الخزامى من الفصيلة الشفوية.

## البيئة والانتشار
موطنه صحراء المغرب العربي.

## الوصف النباتي
- (باللاتينية: Lavandula antineae f. stenonota Maire)